# Mavis Grind

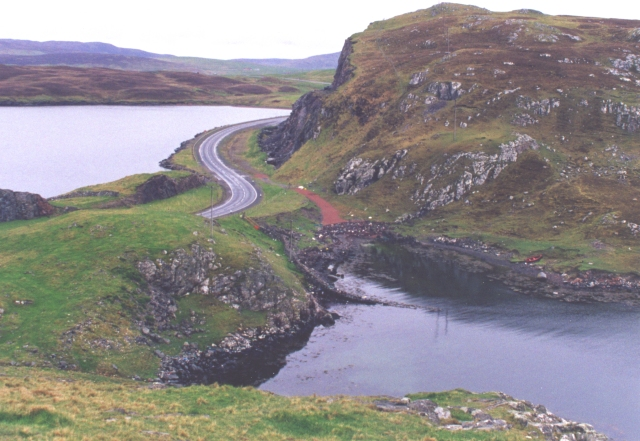
De Mavis Grind, kijkend vanuit het noorden

De Mavis Grind is een landengte op het eiland Mainland in de Shetlandeilanden. Ze verbindt twee delen van het noordwestelijke schiereiland Northmavine; ten westen van de landengte ligt de Atlantische Oceaan en ten oosten de Noordzee. Luidens een informatiebord ter plekke zou dit de enige plaats in het Verenigd Koninkrijk zijn waar men een steen vanuit de oceaan in de zee kan werpen en vice versa. Op het nauwste punt is de Mavis Grind slechts 33 meter breed.
Aangezien deze landengte zo smal is, werden boten in vroeger tijden eroverheen gesleept; dit was veel economischer dan helemaal om Northmavine heen te varen. Thans loopt echter de A970 over de Mavis Grind, die vanaf het dorpje Isbister in het noordwesten helemaal naar Lerwick loopt. Voor otters blijft de plek echter een belangrijke oversteekplaats.
In het Shetland-dialect betekent grind (spreek uit: /grɪnd/) poort.